# Pansa blanca
La pansa blanca és una varietat de cep blanca, la varietat autòctona de la Denominació d'Origen Alella.
Des de després de la fil·loxera, la varietat omnipresent a la DO Alella ha estat la pansa blanca, la varietat que ha demostrat oferir el millor rendiment en el clima i sòl granític (sauló) propis d'aquest territori.
Els cellers i viticultors de la DO Alella sempre l'havien reivindicada com una varietat única i pròpia. La ciència va demostrar, fa alguns anys, que el genoma de la pansa blanca és pràcticament idèntic al del xarel·lo, el cartoixà, el pansal, el premsal i altres noms altres territoris de vinya. De fet, en registres antics i documents cadastrals és habitual trobar inventaris de vinya on s'esmenten plantacions de pansa blanca i xarel·lo de manera diferenciada. Fins i tot, molts vins elaborats pel celler cooperatiu Alella Vinícola fins al final dels anys 1980 especificaven la composició dels vins a les seves contraetiquetes detallant que eren elaborats amb un cupatge de pansa blanca i xarel·lo i, alguns, també amb unes altres varietats.